# Moldavski znakovni jezik
Moldavski znakovni jezik (moldovski znakovni jezik; ISO 639-3: vsi), znakovni jezik kojim se služe gluhe osobe u Republici Moldaviji. U Moldaviji je Udruga gluhih osoba jedna od tri organizacije osoba s invaliditetom (uz nju Udruga invalida i Udruga slijepih), sjedište joj je u Kišinjevu, a članica je i Svjetske federacije gluhih (WFD). Broj korisnika koji se njime služi nije poznat.
U svijetu je priznato 130 znakovnih jezika gluhih osoba.

## Vanjske poveznice
- [Ethnologue (14th)] /
- Ethnologue (15th)
- Ethnologue (16th)